# Allium commutatum
Allium commutatum — вид трав'янистих рослин родини амарилісові (Amaryllidaceae), поширений у Середземномор'ї.

## Опис
Цибулина субкуляста, діаметром до 6 см; цибулинок мало, великі, жовтуваті. Стебло 50–100 см. Листків 5–13, плоскі, голі, завширшки 10–25 мм. Зонтик півсферичний до кулястого, діаметром 3–7 см, багатоквітковий, густий. Оцвітина яйцювата; сегменти білуваті, жовтувато-зелені, блідо-зелені або рожеві з зеленим кілем, 4–5 мм, зовнішні широко еліптичні, внутрішні вузько-овальні, вкриті дрібними сосочками. Коробочка ≈ 4 мм.
Час цвітіння: червень і липень.

## Поширення
Поширений у Середземномор'ї: Алжир, Туніс, азійська Туреччина, Хорватія, Франція (Корсика, материк), Греція (материк, Крит, Східно-Егейські острови); Італія (материк, Сардинія, Сицилія), Мальта, Іспанія (Балеарські острови).
Населяє відкриті, скелясті та / або кам'янисті місця.

## Використання
Цибулини використовують місцево на островах Пітюсік, де, як повідомляється, їх подрібнюють і їдять з хлібом. Allium commutatum є первинним диким родичем і потенційним донором генів ряду культур у групі Allium.

## Загрози й охорона
Виду загрожують урбанізація й туризм у прибережних районах.
У Франції цей вид охороняється в межах регіону Лангедок-Руссільйон на півдні. У регіоні Лангедок має статус EN, у регіоні Прованс — Альпи — Лазурний Берег — NT, на Корсиці має статус LC. 